# Чаплин, Всеволод Анатольевич
Все́волод Анато́льевич Ча́плин (31 марта 1968, Москва — 26 января 2020, там же) — священник Русской православной церкви, протоиерей (1999), кандидат богословия (1994). Председатель Синодального отдела по взаимодействию Церкви и общества Московского патриархата (31 марта 2009 — 24 декабря 2015), член Общественной палаты Российской Федерации (24 сентября 2009 — 17 июня 2017). Настоятель храма Феодора Студита у Никитских ворот (2016—2020). Член Общественной палаты Союзного Государства России и Беларуси (2017—2020).

## Биография
Всеволод Анатольевич Чаплин родился 31 марта 1968 года в Москве в семье профессора-агностика Анатолия Фёдоровича Чаплина. Мать из технической интеллигенции, «человек полуверующий, но не участвующий активно в церковной жизни», ныне здравствующая. Приёмный дед по линии матери — Всеволод Вениаминович Костин, внук К. Э. Циолковского. Обучался в средней школе № 836 в московском районе Гольяново. По собственным словам Чаплина, он вырос «в безрелигиозной семье» и к вере пришёл сам, когда ему было тринадцать лет. Чаплин рассказывал, что почти не учил физику, химию и математику в старших классах школы, зная, что эти предметы в жизни ему не пригодятся, а «удовлетворительно» ему всё равно поставят. Согласно своему утверждению, начал слушать «Голос Америки» в возрасте восьми лет.
После окончания школы в 1985 году был зачислен в штат сотрудников Издательского отдела Московского патриархата в отделе экспедиции; по рекомендации председателя отдела митрополита Питирима (Нечаева) поступил в Московскую духовную семинарию, которую окончил в 1990 году. В 1991 году изучал английский язык в Бирмингеме (Великобритания).
С октября 1990 по март 2009 года — в штате Отдела внешних церковных сношений (ОВЦС) Московского патриархата (под началом митрополита Кирилла (Гундяева)) как рядовой сотрудник (1990—1991), затем заведующий сектором общественных связей (1991—1997), секретарь по взаимоотношениям Церкви и общества (1997—2001) и заместитель председателя (2001—2009).
В свободное от работы время проходил обучение в Московской духовной академии, ещё до окончания которой (1994) митрополитом Смоленским и Калининградским Кириллом (Гундяевым) был рукоположён сначала в сан диакона (21 апреля 1991), а затем и священника (7 января 1992). Кандидат богословия. В 1994 году защитил кандидатскую диссертацию по теме «Проблема соотношения естественной и богооткровенной новозаветной этики в современной зарубежной инославной и нехристианской мысли».
С 4 марта 1996 года по 14 мая 1997 года — член Совета по взаимодействию с религиозными объединениями при Президенте Российской Федерации.
21 августа 1997 года в связи с проведённой структурной реорганизацией Отдела внешних церковных связей Московского патриархата (ОВЦС) митрополитом Кириллом (Гундяевым) назначен главой новообразованного Секретариата ОВЦС по взаимоотношениям Церкви и общества.
В 1999 году возведён в сан протоиерея.

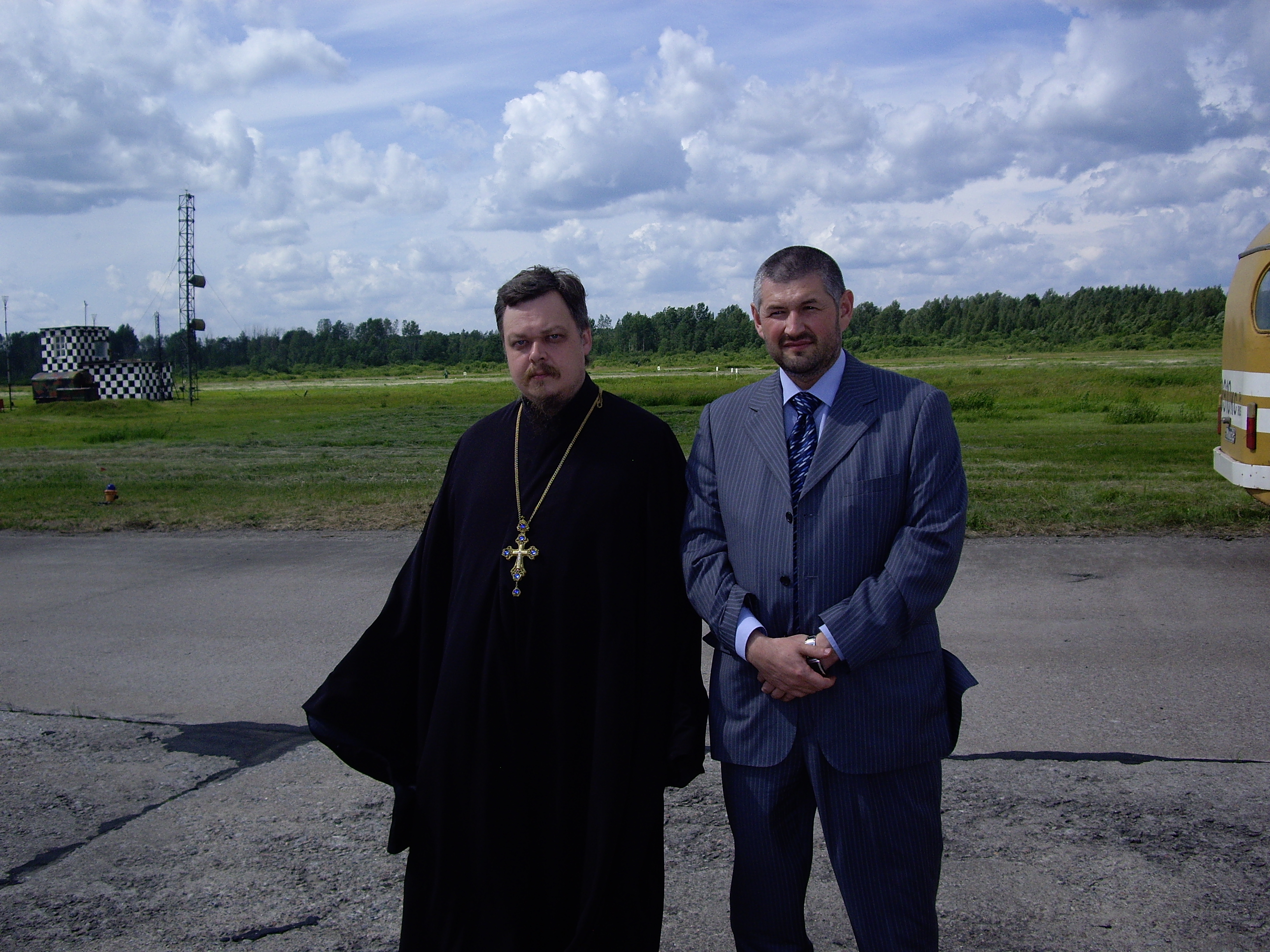
Всеволод Чаплин и Валиулла Якупов в 2006 году на авиабазе «Сольцы»

В 1990-х и 2000-х годах был членом ЦК Всемирного совета церквей и Конференции европейских церквей, комиссии ВСЦ по международным делам, сомодератором комиссии «Церковь и общество» КЕЦ. Являлся членом экспертного совета при Комитете Государственной думы по делам общественных объединений и религиозных организаций, Консультативного совета ОБСЕ по вопросам свободы религии и убеждений.
Являлся секретарём Синодальной рабочей группы по выработке проекта «Концепции Русской православной церкви по вопросам церковно-государственных отношений и проблемам современного общества в целом». Итогом работы группы стали «Основы социальной концепции Русской православной церкви», принятые в 2000 году. 16 июля 2005 года решением Священного синода включён в синодальную рабочую группу по разработке «концептуального документа, излагающего позицию Русской православной церкви в сфере межрелигиозных отношений».
27 декабря 2001 года решением Священного синода назначен заместителем председателя ОВЦС Московской Патриархии.
10 декабря 2008 года решением Священного синода включён в состав Комиссии по подготовке Поместного собора Русской православной церкви, прошедшего 27 по 28 января 2009 года.
31 марта 2009 года решением Священного синода назначен председателем новообразованного Синодального отдела по взаимодействию Церкви и общества.
22 мая того же года назначен заместителем главы Всемирного русского народного собора.
С 28 мая 2009 года по 15 января 2016 года — член Совета по взаимодействию с религиозными объединениями при Президенте Российской Федерации.
В июле 2009 года назначен председателем Экспертного совета «Экономика и этика» при Патриархе Московском и всея Руси — преемника одноимённого Экспертного совета при ОВЦС МП.
27 июля того же года вошёл в состав членов и президиума Межсоборного присутствия Русской православной церкви.
В декабре 2009 года был назначен исполняющим обязанности настоятеля храма святителя Николая Чудотворца на Трёх Горах в Пресненском районе Москвы, а 18 февраля 2011 года утверждён в этой должности.
С 4 января 2010 года — член Российского организационного комитета «Победа».
С 26 июля 2010 по 10 марта 2016 года — член Патриаршего совета по культуре.
22 марта 2011 года вошёл в состав вновь образованного Высшего церковного совета Русской православной церкви как глава отдела по взаимодействию церкви и общества.
24 декабря 2015 года решением Священного Синода освобождён от должности председателя Синодального отдела по взаимоотношениям Церкви и общества и члена Межрелигиозного совета России. 29 декабря того же года были прекращены его полномочия на посту заместителя главы Всемирного русского народного собора.
11 февраля 2016 года освобождён от обязанностей настоятеля и председателя приходского совета храма святителя Николая Мирликийского на Трёх горах и назначен настоятелем храма преподобного Феодора Студита (Смоленской иконы Божией Матери) у Никитских Ворот города Москвы.
16 апреля 2016 года был исключён из состава Межсоборного присутствия.
С 2016 года поддерживал ремесленные фестивали и телепрограмму «Живые ремесла», открывал Фестиваль «Кузнечный талисман» в Измайловском Кремле под эгидой Союза кузнецов, Международного союза ремесленников, Фонда ремесел. Лично перерубал молотом раскаленную кованную цепь символизирующую тёмные силы.
Целибат, ещё до принятия священного сана навсегда отказался от вступления в брак. Детей не было.
С ранних лет страдал от бронхиальной астмы, а также болел сахарным диабетом. Много путешествовал, посетив в 1990-е 2000-е годы 69 стран по линии официальной экуменической деятельности Московского патриархата.
Скончался 26 января 2020 года возле Храма преподобного Феодора Студита у Никитских ворот. По предварительным данным экспертов, причиной смерти стала острая ишемическая болезнь сердца, отягощённая сопутствующими заболеваниями. Отпевание настоятеля происходило в храме преподобного Федора Студита. Возглавил отпевание секретарь Патриарха и благочинный центрального округа Московской городской епархии протопресвитер Владимир Диваков, сослужали ключарь Храма Христа Спасителя протоиерей Михаил Рязанцев, священники Димитрий Смирнов, Николай Балашов и Владимир Вигилянский, присутствовало много представителей духовенства. Похоронен 29 января 2020 года на Троекуровском кладбище Москвы.

## Выступления в СМИ. Некоторые резонансные суждения
Будучи сотрудником ОВЦС и ОВЦО часто давал комментарии различным СМИ по различным вопросам. Вёл авторские программы «Земля и люди» (телеканал «Мир», совместно с Андреем Быстрицким), «Вечность и время» (телеканал «Спас»), «Комментарий недели» (телеканал «Союз»), на радио «Русская служба новостей», затем на «Радио Комсомольская правда» передачу «Время доверия». Постоянно публиковался в газете «Русь Державная».
Известен рядом высказываний по различным вопросам, включая общественно-политические, нередко вызвавших неоднозначную реакцию. Как отмечалось в 2015 году на сайте meduza.io: «по большому счёту, практически вся критика РПЦ чаще всего была ответом на те или иные высказывания Чаплина».
- На «Письмо десяти» отреагировал публичным заявлением: «Надо, наконец, развенчать химеру так называемого научного мировоззрения»[43]. (недоступная ссылка)
- Высказался против смешения понятий религия и конфессия[44], напомнив, что слово «конфессия» (вероисповедание) употребляется во всем мире как внутрихристианский термин и не может быть синонимом понятия «религиозное объединение».
- Высказывался за создание «православных народных дружин»[45].
- Подверг критике принятую Парламентской ассамблеей резолюцию об опасности преподавания в школах креационизма и выразил мнение, что было бы неплохо рассказать школьникам о 5-10 других теориях происхождения человека, а теория эволюции Дарвина не должна считаться «непререкаемой истиной», так как она, по мнению Чаплина, не получила достаточного количества доказательств в науке, при этом он отметил: «Нет единой теории эволюции; дарвиновское учение о происхождении видов — одна из многих, и было бы логично рассказать школьникам о 5-10 разных теориях происхождения человека», «сейчас в моде теория „интеллиджент дизайн“, согласно которой все живое развивается по механизму, запущенному Богом, но Он вмешивается в этот процесс, например, при создании человека», «существуют и другие теории. Выделить одну как безальтернативную — это устаревший взгляд на вещи», «в свое время ради сохранения дарвинистической идеи о том, что труд создал человека из обезьяны, отвергались генетика и кибернетика», «и дальнейшие попытки игнорировать свободу и возможность дискуссии ради сохранения норм дарвинизма, окажутся бесплодными»[46].
- Сказал, что «от публичных или частных молитв православных с инославными стоит отказаться»[47].[неавторитетный источник]
- В конце 2010 года Чаплин высказал мнение, что женщины своим вызывающим видом и манерами могут спровоцировать мужчин на изнасилование[48].
- Заявил, что у интеллигенции есть грех русофобии, и что не надо бояться говорить об этом[49].
- В марте 2010 года в газете «Коммерсантъ» сообщалось о письме Виктору Зубкову от Всеволода Чаплина, где высказывалась просьба предоставить возможность предприятиям химической промышленности Украины закупать газ напрямую у «Газпрома» и других российских добывающих компаний или снизить стоимость газа для украинских предприятий, поставляя его по «ценам, позволяющим выпускать конкурентоспособную продукцию»[50].
- В феврале 2012 года на встрече со студентами Высшей школы телевидения МГУ заявил[51]:

Я на самом деле считаю, что наши верующие в 1920-е годы, когда Ленин инициировал репрессии против них, должны были отвечать иначе, чем они отвечали. Они должны были отвечать всей силой оружия и силой народного сопротивления против большевиков. — Интерфакс, 21.03.2012
- В сентябре 2011 после съезда Единой России, на котором Дмитрий Медведев, упомянув о заранее запланированной «рокировке», выдвинул кандидатом в президенты Владимира Путина, Чаплин заявил, что это «настоящий пример доброты и нравственности в политике». Это заявление вызвало негативный отклик среди оппозиционных пользователей интернета[52].
- 27 августа 2012 года на пресс-конференции в Ставрополе заявил, что «если кто-то дарит патриарху облачение, икону, машину, часы — это проявление любви к патриарху, которое совершенно естественно»[53].
- В январе 2013 года предложил запрещать спектакли, оскорбляющие религию и веру[54].
- В декабре 2014 года высказал мнение, что доминирование США в мире подходит к концу и Россия призвана свести его на нет[55].
- 20 декабря 2014 года в интервью Казанской газете «БИЗНЕС Online» Чаплин заявил, что от «оранжевой революции» в России никто не выиграет[56].
- Назвал военную операцию России в Сирии частью «священной борьбы» против мирового терроризма. Это заявление вызвало протест со стороны сирийской христианской церкви. В частности, сирийский епископ Илия Тума (Антиохийский Патриархат) указал: «Не может быть в христианстве никакой священной войны! Независимо от того, согласен кто-то с этим или нет»[57].
- В августе 2016 года поддержал женское обрезание на Кавказе[58].
- В марте 2017 года заявил в эфире радио «Эхо Москвы» о необходимости убийств ракетными ударами с воздуха политических эмигрантов на территории государств, куда те уехали, и созданию спецподразделений, что будут исполнять казни на территории других государств. Пояснил, что подобные политические убийства — в рамках истинного христианства и похвалил Меркадера, убийцу Троцкого[59]; ранее призывал к политическим репрессиям, заявив, что государство, народ и святыни важнее человека, и заявил, что гуманизм — сатанинская идеология, заповедь «не убий» применима лишь к узкому кругу праведных, а также оправдывал применение ОМП тем, что массовые убийства санкционированы Богом в Библии[60].
- Два дня после президентских выборов в марте 2018 года в России выразил надежду: «что во время молебна перед инаугурацией [президента РФ] будет произнесено именно критическое напутствие — о том, как вернуть в работу власти настоящую нравственность и как разрешить многие кричащие проблемы, до сих пор остающиеся без реального ответа. Будет ли это сделано? Не уверен»[61]. Также написал: «Проект „Патриарх Кирилл“, по сути, закрыт — по крайней мере, как проект общественно значимый, способный собрать команду соработников, а не челяди и не вечных „соглашателей“. Закрытие проекта произошло не в последнюю очередь усилиями „титульного“ лица. Оно как бы достигло всего, чего хотело — но радости ему это не добавило. Наоборот, скорее умножило скорби — и дальше скорбей, увы, будет больше»[61].
- Летом 2018 года заявил о недопустимости повышения пенсионного возраста в России при существующей продолжительности жизни и ситуации на рынке труда[62], выступив за наполнение пенсионного фонда сверхдоходами олигархов[63].

## Награды
Государственные
- Орден Дружбы (21 января 2009 года) — за большой вклад в развитие духовной культуры и укрепление дружбы между народами[64];
- Почётная грамота Президента Российской Федерации (20 июля 2011 года) — за заслуги в развитии духовной культуры и укрепление дружбы между народами[65][66].

Церковные
- Орден Святого благоверного князя Даниила Московского III степени (1996 год);
- Орден Святителя Иннокентия, митрополита Московского и Коломенского (2005 год);
- право ношения митры (с 6 июня 2006 г. — митрофорный протоиерей)[67]
- Орден Святого благоверного князя Даниила Московского II степени (2010 год)[68];
- Орден Преподобного Сергия Радонежского III степени (2013 год)[69][70].

Прочие
- Медаль «За укрепление мира и согласия между народами» (Федерации мира и согласия, 2007 год) — за активное участие в миротворческой, благотворительной деятельности, укрепление мира и взаимопонимания, сотрудничества между народами, за укрепление связей и плодотворное взаимодействие между региональными епархиальными и светскими общественными организациями[71];
- Орден Российского императорского дома святой Анны II степени[72].

## Публикации
- Светильник веры и любви (преподобный Герман Аляскинский и его роль в утверждении христианства на американском Севере) // Журнал Московской Патриархии. — 1988. — № 1. — С. 48-52.
- Святитель, миссионер, мученик (к прославлению в лике святых епископа Моравского и Силезского Горазда) // Журнал Московской Патриархии. — 1988. — № 8. — С. 63-65.
- Издательское дело в Румынской Церкви // Журнал Московской Патриархии. — 1988. — № 11. — С. 56-57.
- Духовные и парламентские лидеры: диалог во имя будущего // Журнал Московской Патриархии. — 1989. — № 2. — С. 47-48.
- Кировская епархия // Журнал Московской Патриархии. — 1989. — № 2. — С. 32.
- Буддисты и христиане — за общий мирный дом // Журнал Московской Патриархии. — 1989. — № 3. — С. 50-52.
- Церковь и благотворительность (размышления в начале пути) // Журнал Московской Патриархии. — 1989. — № 6. — С. 42-44.
- В поисках взаимопонимания // Журнал Московской Патриархии. — 1989. — № 7. — С. 57-58. (в соавторстве с М. Воскресенским)
- Новые формы общения — в действие // Журнал Московской Патриархии. — 1989. — № 8. — С. 49-50.
- Воспитать добро // Журнал Московской Патриархии. — 1989. — № 11. — С. 41-42.
- Встречи на выставке // Журнал Московской Патриархии. — 1990. — № 4. — С. 52-54.
- Молитва и богословский диалог // Журнал Московской Патриархии. — 1990. — № 4. — С. 61-62.
- Торжества в обители аввы Сергия // Журнал Московской Патриархии. — 1990. — № 10. — С. 12-14 (в соавторстве с А. Булековым).
- Экуменическая молитва в Москве // Журнал Московской Патриархии. — 1990. — № 12. — С. 65.
- Катехизация через богослужение: неиспользованные возможности. Гл. в сокращении из рукописи: Под сенью Креста // Церковь и время. — 1991. — № 1. — С. 77-79.
- За здоровый образ жизни // Журнал Московской Патриархии. — 1991. — № 3. — С. 60-61.
- «Я не против других конфессий…» // Совесть и свобода : журнал Международной ассоциации религиозной свободы. — М. : Международная ассоциация религиозной свободы, 1992. — 126 с. — С. 65-75
- Церковь и мир в решениях Архиерейского Собора Русской Православной Церкви // Журнал Московской Патриархии. — 1995. — № 5. — С. 9-12.
- Ради мира в Церкви и обществе // Журнал Московской Патриархии. — 1997. — № 12. — С. 58-61.
- Русская Церковь и новая Европа. РПЦ и совр. общеевропейские процессы — политические, религиозные, культурные // Церковь и время. — 1999. — № 2 (09). — С. 89-102.
- Нравственность в Церкви и вне её: Православный взгляд в условиях меняющегося общества // Церковь и время. — 2000. — № 3 (12). — С. 87-100.
- Церковь, государство и политический процесс в современной России (1988 — весна 2000 г.) // Исторический вестник. — 2000. — № 7 (11). — С. 23-43.
- К вопросу о законодательстве относительно признания имущественных прав религиозных объединений // Приход в Православной церкви : материалы международной богословской конференции. Москва, октябрь 1994 г. — М. : Изд-во Свято-Филаретовской МВПХШ, 2000. — 251 с. — С. 174—180
- Закон и церковно-государственные отношения в России // Церковь и время. — 2001. — № 4 (17). — С. 70-80
- Человеческое творчество: нравственный и экологический аспект // Церковь и время. — 2002. — № 2 (19). — С. 31-42.
- Нравственность в Церкви и вне ее: православный взгляд в условиях меняющегося общества // Церковь и время. — 2002. — № 1 (18) — С. 42-54
- Действовать в сознании ответственности перед Богом, историей и человечеством // Церковь и время. — 2002. — № 3 (20). — С. 39-51
- Равенство прав не отменяет права народа выбирать, кого поддерживать, а кого нет (ответы на вопросы) // Можно ли отделить Церковь от жизни? — М. : Даниловский благовестник, 2002. — 64 с. — С. 4-44
- Православие и общественный идеал сегодня // Право и безопасность. — 2004. — № 2. — С. 13-17.
- Социальное учение Православия в современном обществе // ГражданинЪ. — 2004. — Май/июнь — С. 68-78 (соавторы: еп. Иларион (Алфеев), К. Н. Костюк)
- Нравственность в Церкви и вне ее: православный взгляд в условиях меняющегося общества // Православное учение о человеке: избранные статьи. — М. : Синодальная Богословская Комиссия ; Клин : Христианская жизнь, 2004. — 432 с. — (Богословская наука сегодня). — С. 402—414
- Православие и этические вопросы на повестке дня Всемирного совета церквей // Церковь и время. — 2005. — № 3 (32). — С. 71-75
- Русская церковь: общественная миссия в непростом контексте // Церковь и время. — 2006. — № 2 (35). — С. 132—136
- Пять постулатов православной цивилизации: восточное христианство предлагает свою модель государства и общества // Православная беседа. — 2007. — № 3. — С. 38-45.
- Состояние и актуальные вопросы церковно-государственных и церковно-общественных отношений // Церковь и время. — 2008. — № 3 (44). — С. 121—144.
  - Состояние и актуальные вопросы церковно-государственных и церковно-общественных отношений // Вестник Российской нации. — 2009. — № 4 (6). — С. 63-81.
- Комментарий председателя Отдела Московского Патриархата по взаимоотношениям Церкви и общества протоиерея Вс. Чаплина // Вестник Российской нации. — 2009. — № 4 (6). — С. 31-33.
- Из выступления протоиерея Всеволода (Чаплина), Председателя Отдела Московского патриархата по взаимоотношениям церкви и обществам // Недвижимость и инвестиции. Правовое регулирование. — 2010. — № 1. — С. 36-37.
- Комментарий к закону «О передаче религиозным организациям имущества религиозного назначения, находящегося в государственной или муниципальной собственности» // Рязанский Церковный Вестник. 2011. — № 1. — С. 40-41
- Выступление председателя Отдела Московского Патриархата по взаимоотношениям Церкви и общества протоиерея Всеволода Чаплина // Противодействие терроризму. Проблемы XXI века — COUNTER-TERRORISM. — 2014. — № 1. — С. 15-17.

- «Лоскутки». Из дневниковых записей протоиерея Всеволода Чаплина. — М.: Дар, 2007. — ISBN 978-5-485-00138-4[73]
- «Лоскутки-2». — М.: Дар, 2009. — ISBN 978-5-485-00254-1
- «Церковь в России: обстоятельства места и времени». — М.: Издательский совет Русской Православной Церкви, Арефа. — ISBN 978-5-94625-293-5
- Бог. Человек. Церковь : катехизические очерки для молодёжи. — М.: Дар, 2008. — ISBN 978-5-485-00164-3
- Вера и жизнь: чтобы не было сора в избе. — Москва : Алгоритм, 2016. — 444 с. — (Свидетель эпохи). — ISBN 978-5-906861-49-8
- Тайны Церкви. — М.: АСТ, 2017. — ISBN 978-5-17-098986-7
- Православие. Честный разговор. — М.: АСТ, 2017. — 281 с. — (Книги о святых и верующих). — ISBN 978-5-098990-4 — 2500 экз.
- Бог. Истина. Кривды. Размышления церковного дипломата. — М.: Книжный мир, 2018. —ISBN 978-5-604-07833-4
- Накануне Армагеддона : свобода, жизнь, будущее. — Москва : Книжный мир, 2019. — 345 с. — ISBN 978-5-6042990-2-9 — 1000 экз.
- Выбор Путина. Кому передать власть. — Москва : Родина, 2022. — 206 с. — (Кто мы). — ISBN 978-5-00180-556-4 — 200 экз.

### Под псевдонимом «Арон Шемайер»
Является автором нескольких фантастических произведений, опубликованных под псевдонимом Арон Шемайер. В 1998 году написал повесть «Первая схватка». Рассказ «Машо и медведи» вышел в 2014 году в сборнике «Семьи.net». На конвенте писателей-фантастов «Басткон» 2015 года этот рассказ получил премию «Бесобой» за «достижения в мистической (сакральной) фантастике» (вручается по решению малой коллегии ЛФГ «Бастион»). Чаплин откровенно ответил на вопросы журналиста о своем литературном увлечении и в частности о выборе псевдонима:

— А почему такой псевдоним — Арон Шемайер?

 – Как вы знаете, я большой юдофил. Ну вот так вот я его и придумал еще примерно 20 лет назад.
— 